# Gezaghebber (Caribisch Nederland)
De gezaghebber is een functie op de BES-eilanden die vergelijkbaar is met (maar niet gelijk is aan) die van een burgemeester in een Nederlandse gemeente. De gezaghebber vormt samen met de eilandgedeputeerden het bestuurscollege van het Caribisch openbaar lichaam.

## Benoeming
Een gezaghebber wordt door de kroon benoemd voor een periode van zes jaar en is na afloop telkens voor zes jaar herbenoembaar. De aanbevelingsprocedure voor gezaghebbers wijkt af van die voor burgemeesters. De twee kandidaten wordt namelijk niet door het volksvertegenwoordigend orgaan, maar door de rijksvertegenwoordiger aanbevolen aan de minister van Binnenlandse Zaken. De vertrouwenscommissie van de eilandsraad mag wel haar opvatting geven over de door de rijksvertegenwoordiger geselecteerde sollicitanten. De redenen die de regering geeft om van de Europees-Nederlandse procedure af te wijken zijn de kleinschaligheid van het bestuur, de kwetsbaarheid op het terrein van bestuurlijke integriteit en het belang dat de gezaghebber daadwerkelijk boven de partijen staat.

## Waarnemend gezaghebber
De regelingen voor het vervangen van de gezaghebber voor korte of voor lange tijd zijn gelijk aan die voor burgemeesters, maar ze worden door de openbare lichamen op een andere wijze toegepast. Bij gemeenten is het gebruikelijk dat de commissaris van de Koning alleen een waarnemend burgemeester benoemt als de burgemeester zijn functie voor een lange tijd niet kan uitoefenen of als hij ontslag heeft genomen. De drie openbare lichamen waren echter gewend aan een permanente waarnemend gezaghebber zoals die ook in de ERNA bestond. Hierop heeft de toenmalige waarnemend Rijksvertegenwoordiger Hans Gerritsen voor ieder openbaar lichaam een waarnemend gezaghebber benoemd die qua optreden eigenlijk meer te vergelijken is met een locoburgemeester.

## Neutraliteit
De gezaghebber staat boven de partijen en neemt in politieke kwesties zoveel mogelijk een neutrale positie in.  Dat geldt ook voor de verlening van vergunningen en de vaststelling van bestemmingsplannen, zo heeft de Tweede Kamer op 7 juli 2022 uitdrukkelijk vastgesteld. Aanleiding was een politiek conflict op Bonaire, waar de bouwvergunning voor het Sunset Beach Resort op dat eiland door voormalig gezaghebber Edison Rijna binnen het Bestuurscollege was doorgedrukt.

## Gezaghebber in de Nederlandse Antillen
De Gezaghebber was het hoofd van het bestuurscollege van een Eilandgebied en daarmee eveneens vergelijkbaar (maar niet gelijk) aan de burgemeester in een gemeente.